# Walther von Hallwyl
Walther von Hallwyl (i riksdagen kallad von Hallwyl i Stockholm), född 26 januari 1839 i Bern i Schweiz, död 27 februari 1921 i Stockholm, var en schweizisk greve som sedermera blev svensk medborgare, affärsman och riksdagsman. 
Han gifte sig 1865 med Wilhelmina Kempe och de fick tillsammans fyra döttrar. Deras hem på Hamngatan i Stockholm är museet Hallwylska palatset, som visar hur en förmögen familj levde kring sekelskiftet 1900. Tillsammans med sin fru samlade han på sig en stor konstsamling som finns att beskåda på museet i Stockholm. 

## Uppväxt och ungdomsår

Walther och Hans von Hallwyl.

Walther von Hallwyl var yngre son till riksgreve Theodor von Hallwyl (1810–1870) och Cecilia (Cäcilia) Margaretha von Im Hoff (1815–1893). Familjen tillhörde den uradliga schweiziska adelsätten von Hallwyl.
Walthers far tjänstgjorde hos den nederländske kungen som officer i det schweiziska regementet Ziegler. Fadern studerade också vid Fallenbergska institutet Hofwil i Schweiz.
Walthers mor härstammade från en gammal Bernsläkt och hennes far, Abraham Balthasar von Im Hoff, var ledamot av parlamentet i Bern.
Familjen, som också bestod av Walthers äldre bror Hans von Hallwyl (1835–1909) och systern Agnes von Hallwyl (1856–1866), tillbringade de flesta av sina somrar på lantgodset Rörswil och på vintrarna bodde man på den, vid tiden, eftertraktade adressen Kramgasse i Bern.

## Karriär

Walther i sitt skrivrum i Ljusne.

I Sverige verkade von Hallwyl dels som godsägare på Erikslund, dels som ägare, direktör eller styrelseledamot i ett antal företag, däribland Dala–Hälsinglands Järnvägsaktiebolag och Ljusne-Woxna AB. Ljusne-Woxna AB hade startats av von Hallwyls svärfar Wilhelm Kempe, och när Kempe dog 1883 axlade von Hallwyl ansvaret för familjeföretaget.
von Hallwyl var också ledamot av styrelsen för Sveriges allmänna exportförening, och satt 1896–1905 som ledamot av riksdagens första kammare för Gävleborgs läns valkrets. Vidare blev han 1920 den förste kommendatorn för den nyupprättade svenska grenen av Johanniterorden.

## Äktenskap

### Första äktenskapet
Efter studier i bland annat Berlin, Edinburgh och Paris tog han värvning i den schweiziska armén och blev kapten vid dess generalstab 1867. En tid innan dess, i september 1861, gifte sig von Hallwyl med grevinnan Adèle von Stackelberg. Hon dog redan 1863 på Rörswil där paret bott tillsammans med von Hallwyls föräldrar och hans yngre syster Agnes.

### Andra äktenskapet

Fotografiporträtt på Walther och Wilhelmina med döttrarna Ebba och Ellen, 1868.

På rekommendation av Fanny von Werdt (1844–1932), en barndomsvän till Wilhelmina Kempe, reste Walther von Hallwyl sommaren 1864 till kurorten Homburg vor der Höhe nära Frankfurt. Syftet var att introducera sig för Johanna och Wilhelm Kempe och deras dotter Wilhelmina. Under knappt två veckor på brunnsorten umgicks von Hallwyl flitigt med familjen Kempe och en vecka efter att han lämnat kurorten fick Wilhelm Kempe ett brev från von Hallwyl, där han friade till Wilhelmina.
Den 10 juni 1865 gifte sig Wilhelmina och Walther von Hallwyl. De fick sitt första gemensamma hem, Erikslunds gods, av Wilhelminas far, men Walther var under långa perioder i Schweiz på grund av tjänsten i det militära. 1870 tog von Hallwyl avsked av det militära och flyttade till Sverige för gott. Han erhöll svenskt medborgarskap 1874 och presenterades samma år vid hovet för kung Oscar II och drottning Sofia. Walthers utländska grevetitel erkändes, men han tilldelades ingen svensk titel.
Paret von Hallwyl fick tillsammans fyra döttrar:
- Ebba von Eckermann (1866–1960), gift med Wilhelm von Eckermann (1853–1937).
- Ellen Roosval von Hallwyl (1867–1952), gift med Henrik de Maré (1860–1937) och senare med Johnny Roosval (1879–1965).
- Elma (1870–1871).
- Irma von Geijer (1873–1959), gift med Wilhelm von Geijer (1865–1930).

## Övrigt

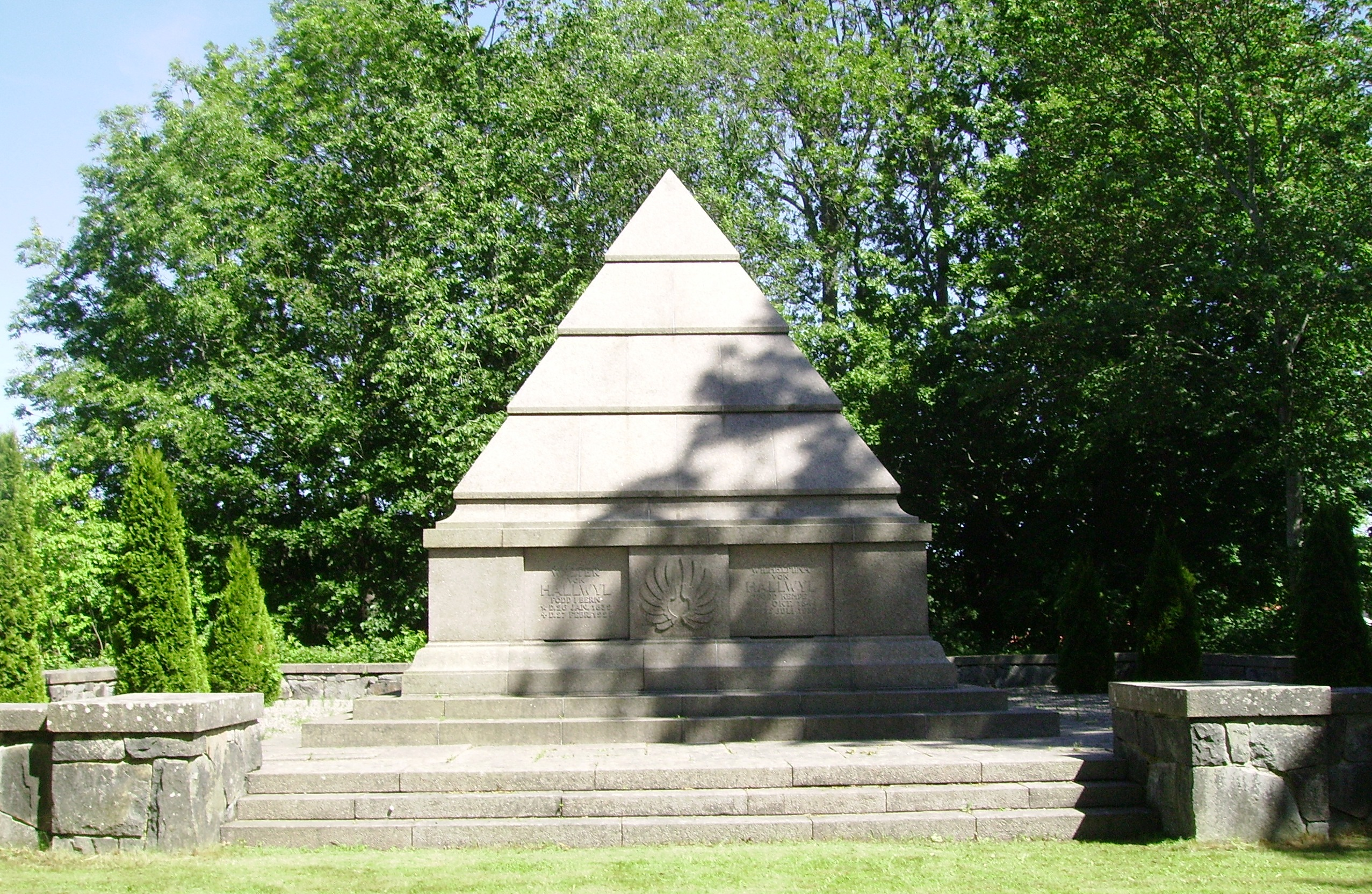
von Hallwyls gravvård på Västerljungs kyrkogård.

När von Hallwyls döttrar var utflugna, 1893, påbörjade man bygget av ett eget residens i Stockholm, på Hamngatan 4. Huset stod färdigt 1898.
Det Hallwylska huset, ritat av arkitekten Isac Gustaf Clason, kan fortfarande ses i sin helhet tack vare att paret donerade huset till staten 1920. År 1921 dog Walther efter en tids sjukdom. När Wilhelmina dog 1930 trädde donationen av hemmet i kraft och 1938 öppnade hemmet som Hallwylska museet, där man också kan se Wilhelminas stora samlingar av antikviteter och konst.
Paret är gravsatt på Västerljungs kyrkogård i Trosa kommun.

## Utmärkelser, ledamotskap och priser

Insignier till Nordstjärneorden tillhörande Walther von Hallwyl.

- Kommendör av 1:a klass av Nordstjärneorden (KNO1kl)
- Rättsriddare och Kommendator av Johanniterorden (R-RJohO)
- Rättsriddare av (Preussiska) Johanniterorden (R-RPrJohO, RPrJohO)
- Ledamot av Vetenskapssocieteten i Lund (LVSL)[9]

## Galleri

Cecilie von Hallwyl, Walthers mamma.
Medaljong, 1860-tal.
Medaljong med bilder inuti av Walther och Wilhelmina, 1800-tal.
Walther von Hallwyl av Nils Asplund.
Foto av Walther, Carl, Walther och Sigfrid von Hallwyl.
Wilhelmina och Walther von Hallwyl och Wilhelm von Geijer.
Sommarrock som tillhört Walther.
Nattrock av siden som tillhört Walther.